# イェレミアス2世 (コンスタンディヌーポリ総主教)
イェレミアス2世トラノス（Ιερεμίας Β΄ Τρανός, Jeremias II Tranos、1530年 - 1595年）は、数次にわたって1572年から1595年までの間にコンスタンディヌーポリ総主教を務めた。エレミアス2世とも。ルター派との往復書簡、およびモスクワ総主教庁の設立などで知られる。

## 生涯
有力者であるトラノス家（Τρανός）のギリシャ人であるイェレミアスは、アンヒアロス（ギリシャ語名。ブルガリア語ではポモリエ）に生まれた。1572年に総主教に選立されたが1579年に罷免される。これはオスマン帝国の支配者が総主教在位年数に制限を設けたためであった。しかしイェレミアスは翌年に再び総主教に選立され、1587年にも同様に再び選立された。1595年、コンスタンディヌーポリで死去した。

## 他教派との関係
イェレミアス2世の在位年間は西方教会において宗教改革・対抗宗教改革が起こっていた時期と重なっており、特にルーテル教会と正教会の関係や、ウクライナにおける教会組織への裁定、モスクワ総主教庁の設立におけるロシア正教会への裁定など、多くの重要な局面にイェレミアス2世は関った。

## 宗教改革・ルーテル教会に対して の行動
1576年から1581年にかけて、イェレミアス総主教は正教会とプロテスタントとの間における最初の重要な神学的交流に関わった。ルター派のヤーコプ・アンドレー（Jakob Andreae）とマルティン・クルシウス（Martin Crusius）によりテュービンゲンから、アウクスブルク信仰告白の写しの翻訳が総主教のもとに送られた。これに対しイェレミアス2世は3通の返信として知られる反駁を書き、正教会が宗教改革を必要としていない事を明らかにした。ルター派の側は1通目と2通目に対しては返答を行ったが、3通目に対しては返答せず、両教派は不一致の膠着状態に行き詰った。彼等によって行われたこの往復書簡の重要性は、精確かつ明らかに、正教会とプロテスタントがお互いに異なる立場に立つ事を示したという点にある。

## カトリック教会・グレゴリオ暦に対して の行動
イェレミアス2世は、ローマ教皇グレゴリウス13世によるグレゴリオ暦を認めなかった。20世紀初頭にはコンスタンディヌーポリ総主教庁はグレゴリオ暦に合わせた修正ユリウス暦を使用するようになり多くの教会がこれに追随したが、エルサレム総主教庁やロシア正教会などは現在もユリウス暦を使用しており、現在もなお全正教会はグレゴリオ暦を受け入れてはいない。

## モスクワ総主教庁設立に当たり
イェレミアス2世はロシアを訪問中の1589年にモスクワ総主教庁を設立するに当たって果たした役割でも知られている。イェレミアスは当初、自身を初のモスクワ総主教の候補とする意向を示したが、ボリス・ゴドゥノフは総主教の座所は当時貧しい地域であったウラジーミルにあるべきであるとしたため、イェレミアスはかわりにボリス・ゴドゥノフの協力者であったイオフを総主教に叙聖した。このルーシ・ロシア歴訪の間に、ウクライナ・南西ルーシで下した数々の裁定がブレスト合同に影響している。

## 関連書籍
- The Orthodox Church by Timothy Ware（カリストス・ウェア） (1963, 1987, ISBN 0-14-014656-3)